# Eduard Albert Bielz
Eduard Albert Bielz (n. 4 februarie 1827, Sibiu, Imperiul Austriac – d. 26 mai 1898, Sibiu, Austro-Ungaria) a fost un om de știință austro-ungar.
Este autorul principalei monografii a Principatului Transilvaniei în secolul al XIX-lea, lucrare intitulată „Handbuch der Landeskunde von Siebenbürgen“, publicată în 1857 la Sibiu.
S-a născut la Sibiu în 1827 ca fiu al lui Michael Bielz (1787-1866), malacolog. A locuit pe strada Cisnădiei, actuala Nic. Bălcescu.
Studiază la Sibiu, la Colegiul Brukenthal iar de aici, va pleca în străinătate pentru a-și definitiva studiile universitare. Va lucra în Serviciul Imperial al Pădurilor. Revine ca funcționar în statul austro – ungar. În 1867 revine la Sibiu ca și secretar financiar. Din această poziție se va ocupa de controlul frontierelor cu România.
În 1869 se va muta din nou la Budapesta pentru a lucra în cadrul Ministerului Agriculturii, Comerțului și Industriei, iar apoi în cadrul Centrului de Statistică. În 1873, Ministerul Religiei și Educației Publice îl va trimite la Sibiu ca și inspector școlar regal al Ungariei peste districtul Sibiului. A fost președintele Societății Ardelene de Științe Naturale. Din această poziție, el va fi cel care va amenaja și deschide Muzeul de Științe Naturale, aflat și astăzi pe strada Cetății. Universitatea din Cluj îi va oferi titlul „Honoris Causa”.
Revoluția de la 1848 îl va găsi ca locotenent în armata austriacă, coordonând districtul Dobra din Transilvania.
A studiat fauna transilvăneană. A notat toate observațiile sale legate de natura Transilvaniei, de la animalele provinciei până la fenomenele naturale ale aceteia sau astronomia specifică. Notele sale rămân și astăzi fundamentale pentru studiul acestei regiuni. În 1851 a publicat prima sa lucrare, un studiu al faunei din Transilvania. Este primul care atestă existența cocoșului de munte în Transilvania. A studiat cutremurele, animalele, mineralele și rocile din Transilvania. Devine membru al Academiei de Științe din Ungaria în 1873. El a scris și lucrări legate de evoluția sașilor. A scris lucrări de istoria sistemului administrativ din Transilvania. De asemenea a publicat studii de numismatică („Die Dakischen Tetradrachmen Siebenbürgens”). La bătrânețe, și-a pierdut vederea. A rămas definitiv la Sibiu, unde a murit în 1898.
O stradă din Sibiu îi poartă numele.
În anul 1953 dr. Julius Bielz, fost director al Muzeului Brukenthal, urmașul cercetătorului naturalist dr. Albert Bielz, a donat Muzeului de Istorie Naturală din Sibiu ceea ce este cunoscut sub numele de Colecția „Eduard Albert Bielz”. Această colecție conține și un exponat unicat mondial, care poartă denumirea de bielzit, considerat a fi o varietate de cărbune, deși în trecut era considerat a fi chihlimbar (Brukenthal. Acta Musei, II. 3). 